# アーヴァンク
1. ウェールズ語でビーバーのこと。
2. ウェールズの伝承に登場する怪物。本稿で記述する。

## アーヴァンク
アーヴァンク（Afanc）とは、英国のコンヴィーレイクという川に住み着く幻獣の一種。『マビノギオン』の「エヴラウクの息子ペラドゥルの物語」にはアダンク（Adanc, Addanc）として現れる。
大きな青黒いビーバーの姿をしている。ユニコーンのように美女が好き。それだけに、メスは少ない。爪は鋭く、これにより獲物の魚を引き裂いて食う。怖ろしい怪力を持っている。これで大岩を運んで巣を作る。性格は気荒く、人間さえ食い尽くす。人間と会話をすることもできるという。